# The Howler
The Howler é um jogo eletrônico independente desenvolvido pela Antanas Marcelionis, desenvolvedora localizada na Lituania. É baseado no livro Steampunk Hour of the Wolf e está disponível em 16 idiomas. A sua jogabilidade consiste em controlar um balão por uma cidade e pousá-lo em segurança em lugares predeterminados, podendo o balão ser controlado por toque ou por comando de voz, no qual a intensidade ou ausência de sua voz determina o quanto  ele sobe ou desce. Recebeu críticas mistas no Metacritic.